# Different colors
『Different colors』（ディファレント カラーズ）は、音楽ユニット・angelaの22作目のシングル。2014年7月12日にスターチャイルドから発売された。

## 概要
- 前回シングル「シドニア」から二ヶ月足らずでのリリース。
- ジャケットにはKの八田美咲、伏見猿比古、宗像礼司、周防尊がプリントされている。

## 収録曲
| 全作詞: atsuko、全編曲: KATSU。 |                                      |           |               |      |
| #                               | タイトル                             | 作詞      | 作曲          | 時間 |
| 1.                              | 「Different colors」                 | atsuko    | atsuko・KATSU | 5:00 |
| 2.                              | 「冷たい部屋、一人」                 | atsuko    | atsuko        | 3:58 |
| 3.                              | 「Different colors」(Off Vocal Ver.) | atsuko    |               | 5:00 |
| 4.                              | 「冷たい部屋、一人」(Off Vocal Ver.) | atsuko    |               | 3:58 |
| 合計時間:                       | 合計時間:                            | 合計時間: | 17:56         |      |

## 楽曲解説
1. Different colors
「K MISSING KINGS」テーマソング
  - atsuko曰く「カッコいいギターリフ」を聴かせる威勢のいいロックチューン。
  - 「『K』のテレビシリーズが始まる前から『魅力的な男性キャラクターがたくさん出てくる作品だからロックだ』という感覚があり、脚本や絵コンテを見て感じたものをそのままメロディなり言葉なりに落とし込めば『K』的な楽曲ができるようになった。『Different colors』についてはその『これは『K』である』っていう感覚をそのまま出してみただけ。」と語っている。[1]
2. 冷たい部屋、一人
アニメ『K』エンディングセルフカバー
  - 詳しくはこちらを参照。冷たい部屋、一人/夏至の果実

## 収録アルバム
- 「Different colors」
  - オリジナルアルバム『ONE WAY』（#2）（2015年5月20日）
  - ベスト・アルバム『angela all time best 2010-2017』（ディスク2-#2）（2018年10月24日）